# Stege Sogn
Stege Sogn er et sogn i Stege-Vordingborg Provsti (Roskilde Stift).
Stege Sogn lå i Stege Købstad og omfattede desuden Stege Landsogn og Stege Landdistrikt, der var sognekommuner under Mønbo Herred i Præstø Amt, som købstaden kun hørte til geografisk. Nyord Sogn blev udskilt fra Stege Landsogn i 1846, hvor Nyord Kirke blev indviet. I 1962 blev Nyord og landdistriktet indlemmet i landsognet. Stege Købstad og landsogn blev ved kommunalreformen i 1970 kernen i Møn Kommune, der ved strukturreformen i 2007 indgik i Vordingborg Kommune.
I Stege Sogn ligger Stege Kirke.
I sognet findes følgende autoriserede stednavne:
- Bissinge (bebyggelse, ejerlav)
- Fællesskov Strand (bebyggelse)
- Hegnede (bebyggelse, ejerlav)
- Hovedskov (bebyggelse, ejerlav)
- Koster (bebyggelse, ejerlav)
- Kostervig (areal, ejerlav)
- Lendemarke (bebyggelse, ejerlav)
- Lille Bissinge (bebyggelse)
- Lindholm (areal)
- Luddeholme (areal)
- Neble (bebyggelse, ejerlav)
- Nymark (bebyggelse)
- Nymarksnakke (bebyggelse)
- Nyvang (bebyggelse)
- Oddermose (areal)
- Rødeled (bebyggelse)
- Rødkilde (bebyggelse)
- Skelbæk (bebyggelse)
- Stege (købstad)
- Svensmarke (bebyggelse, ejerlav)
- Tjørnemarke (bebyggelse, ejerlav)
- Tyreholm (areal)
- Tøvelde (bebyggelse, ejerlav)
- Udby (bebyggelse, ejerlav)
- Ulvshale (areal, bebyggelse, ejerlav)